# Vuelo 1285 de Arrow Air
El vuelo 1285R de Arrow Air fue un vuelo chárter que trasladaba tropas estadounidenses desde El Cairo (Egipto) a su base en Fort Campbell, Kentucky (Estados Unidos), haciendo escala en Colonia (Alemania Occidental) y Gander (Canadá), cuando se estrelló a los pocos minutos de su despegue cerca del Aeropuerto Internacional de Gander el 12 de diciembre de 1985. Sus 8 miembros de la tripulación y los 248 pasajeros (la mayoría soldados pertenecientes a la 101° Airbone División Aerotransportada del Ejército de Estados Unidos) murieron en este accidente. La aeronave que realizaba este vuelo era un Douglas DC-8-63CF construido en 1969 y arrendado a Arrow Air por International Air Leasing, su propietaria.
Este accidente fue investigado por la Junta de Seguridad de Aviación Canadiense (CASB), que determinó como causas del accidente la acumulación de nieve en las alas y el sobrepeso de la aeronave al momento del despegue.
Es considerado el accidente aéreo más grave en la historia de Canadá y es uno de los 20 accidentes más mortíferos en la historia de la aviación.

## Aeronave
El avión, un McDonnell Douglas DC-8-63CF de 16 años y 9 meses, fue fletado para transportar personal del Ejército de los EE. UU, todos menos 12 miembros de la 101 División Aerotransportada , de regreso a su base en Fort Campbell, Kentucky. Habían completado un despliegue de seis meses en el Sinaí , en la misión de mantenimiento de la paz Fuerza Multinacional y Observadores. El DC-8 involucrado en el accidente (matrícula N950JW) se fabricó en 1969 y se entregó primero a Eastern Air Lines y luego se alquiló a otras aerolíneas (entre ellas UTA, Air Afrique, Capitol Air, Arista International Airlines, National Airlines y Air Algerie) antes de arrendarlo a Arrow Air bajo su propietario/empresa matriz, International Arrendamientos Aéreos.
El vuelo constaba de tres tramos, con paradas para repostar en Colonia y Gander. El avión partió de El Cairo a las 20:35 UTC del miércoles 11 de diciembre de 1985 y llegó a Colonia el jueves 12 de diciembre de 1985 a las 01:21 UTC.

## Tripulación de vuelo
Los pilotos a cargo del vuelo 1285 eran el experimentado capitán John Griffin, quien además era instructor de vuelo, el primer oficial John Connelly y el ingeniero de vuelo Michael «Mike» Fowler, quienes abordaron el avión en la escala que éste realiza en Colonia, Alemania Occidental.

## Aterrizaje en Gander
El vuelo 1285 de Arrow Air llegó al Aeropuerto Internacional de Gander a las 9:04 a. m. (hora de Alemania). Allí los pasajeros bajaron del avión mientras éste se reabastece de combustible; minutos después el ingeniero de vuelo Michael Fowler realizó una inspección externa al DC-8, sin hallar nada inusual en el exterior del avión, tras lo cual regresan los 248 pasajeros al avión.
El controlador de tráfico aéreo asigna al capitán John Griffin la pista 22 del Aeropuerto Internacional de Gander para el despegue a Fort Campbell por una pista alternativa de 3000 m.

## Accidente

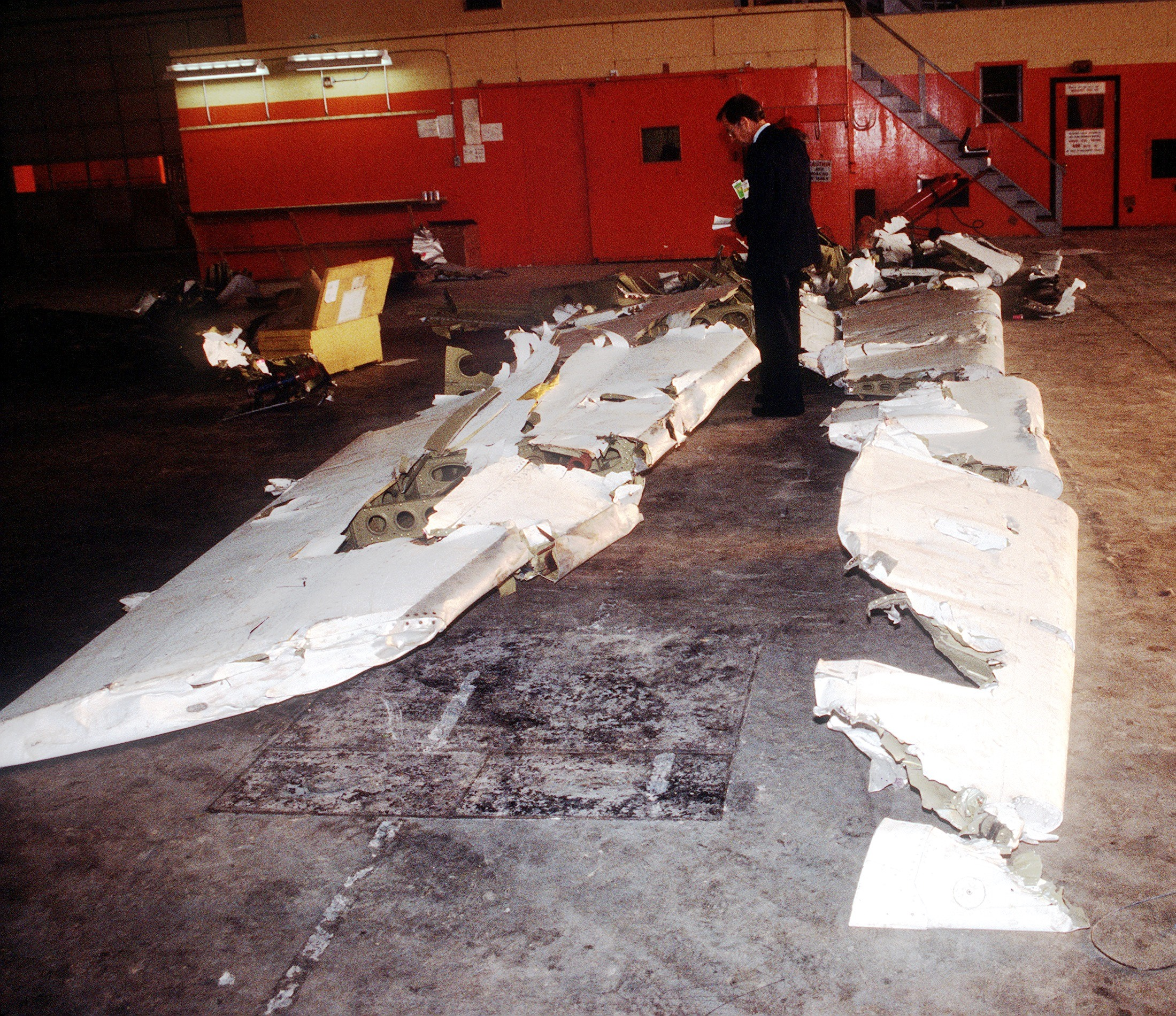
Restos recuperados del avión.

El DC-8 comenzó su despegue en la pista 22 del Aeropuerto Internacional de Gander desde la intersección de la pista 13 a las 10:15 a. m., girando a la pista; poco después despega a una velocidad de 167 nudos.
Segundos más tarde el avión presenta problemas para ganar altitud después del giro, la velocidad de despegue aumenta a 172 nudos y luego disminuye, causando el descenso del avión sin que la tripulación lo pueda remontar. Poco después se estrella en un bosque cerca del lago Gandery, a unos 700 m cerca de la pista 22 del Aeropuerto Internacional de Gander; momentos antes de caer a tierra el avión golpeó un edificio abandonado, provocando una explosión que incendió el combustible que tenía en ese instante, matando a los 248 pasajeros y 8 miembros de la tripulación.

## Investigación del CASB

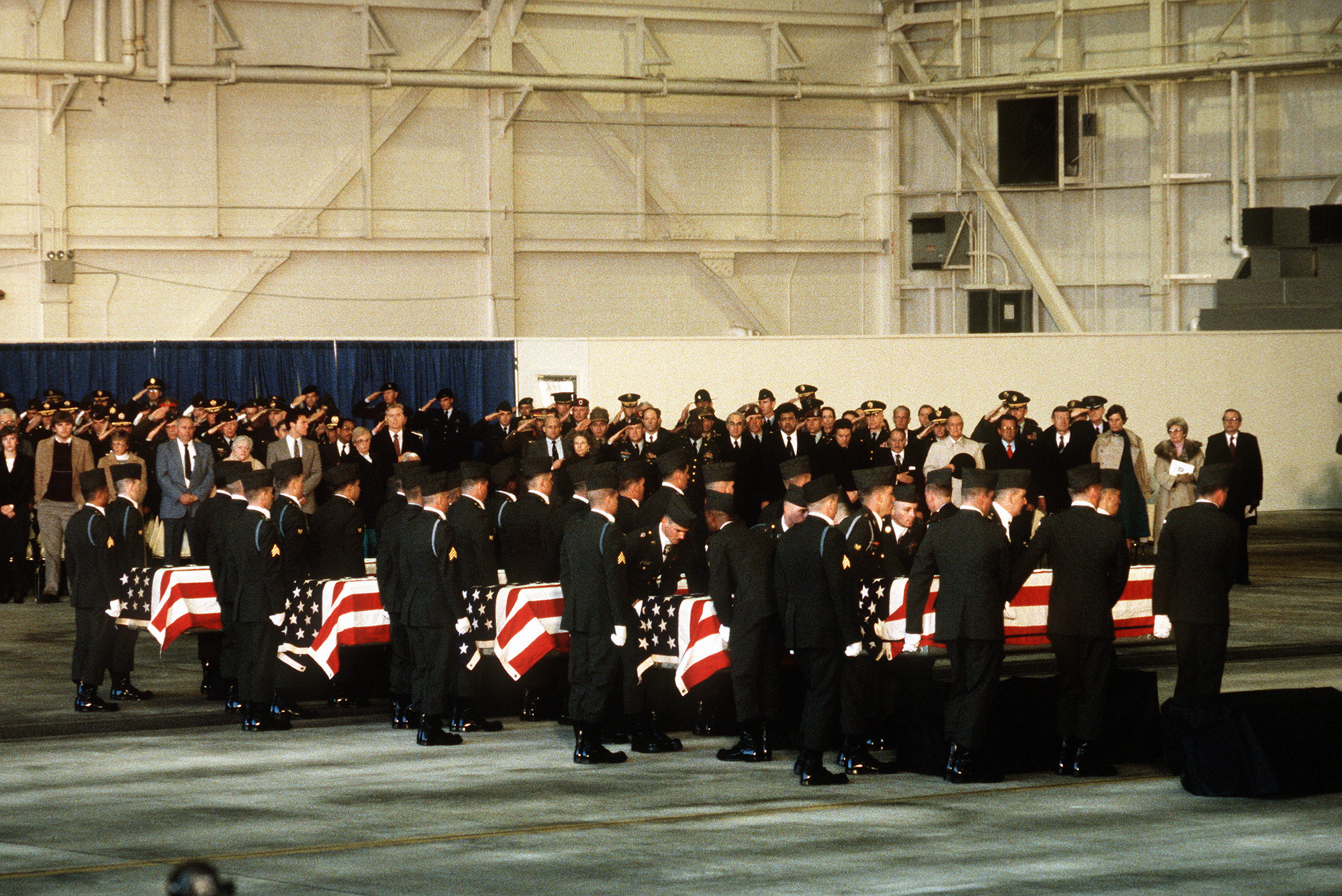
Ataúdes transportados para un servicio conmemorativo en Dover AFB el 16 de diciembre de 1985

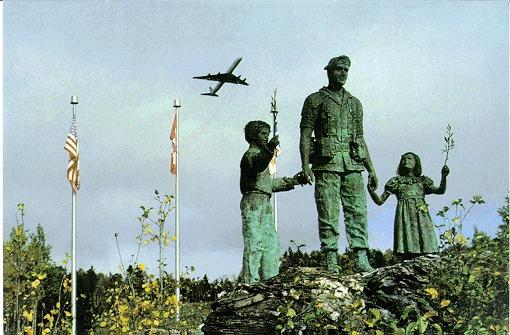
El monumento «Vuelo silencioso» Arrow Air Flight 1285 en Gander Lake, con un DC-8 despegando en el fondo

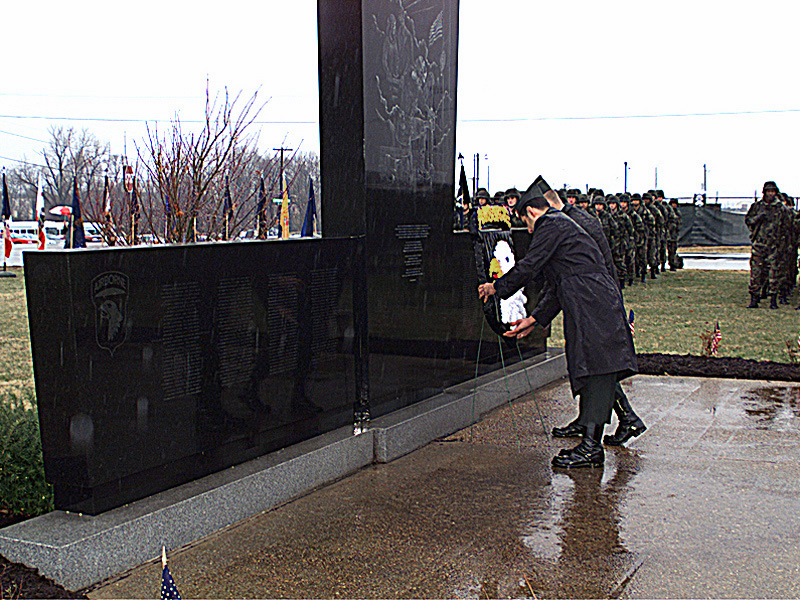
Arrow Air Flight 1285 memorial en Ft. Campbell

El día del accidente, la Organización de la Yihad Islámica se atribuyó la responsabilidad. La Yihad Islámica ya se había atribuido la responsabilidad del atentado contra los cuarteles en Beirut en 1983 que mató a más de 200 soldados estadounidenses. La reivindicación fue rechazada por los gobiernos de Canadá y Estados Unidos poco después. Según United Press International, «Horas después del accidente, la Jihad Islámica, un grupo extremista musulmán chiíta, afirmó que destruyó el avión para demostrar [su] capacidad para atacar a los estadounidenses en cualquier lugar». Funcionarios del Pentágono y del gobierno canadiense rechazaron la reivindicación, hecha por una llamada anónima a una agencia de noticias francesa en Beirut.
La Junta de Seguridad de Aviación Canadiense investigó el accidente y bajo la firma de cinco de los nueve miembros de la junta, encontró como causas del accidente la formación de hielo en las alas del avión. Después del aterrizaje continuó expuesto a la acumulación de nieve en las alas, capaz de producir la rugosidad de la superficie superior de las mismas. Además se descubrió que antes del despegue el avión no fue descongelado en tierra. No obstante, otros aviones que no habían sido descongelados pudieron despegar sin problemas ese día.
Se emitió la declaración de causa probable en su informe final:

La Junta de Seguridad de Aviación Canadiense no pudo determinar la secuencia exacta de los hechos que condujeron a este accidente. Sin embargo, la Junta cree que el peso de la evidencia apoya la conclusión de que poco después del despegue, el avión experimentó un aumento de arrastre y reducción de ascenso que resultó en una pérdida de sustentación a baja altura desde la cual no fue posible la recuperación. La causa más probable de pérdida que se determinó fue la contaminación de hielo en la superficie superior del ala. Otros posibles factores, tales como la pérdida de empuje del motor número 4 y las velocidades de despegue inadecuadas han agravado los efectos de la contaminación.

Cuatro miembros de la CASB se mostraron en desacuerdo con esta teoría, emitiendo una afirmación de dictamen de minoría que no hubo evidencia presentada en la investigación, demostrando que el hielo había estado en el borde de las alas.
El informe de minoría determina:

Un incendio en vuelo que pudo resultar de detonaciones de origen desconocido, provocando fallas en la aeronave.

Lamentablemente la única pieza que podía demostrar cuál era la causa más probable del accidente era la grabadora de voz en cabina (CVR), que estaba deteriorada y no grabó nada, mientras la grabadora de datos en vuelo (FDR) era un modelo antiguo que registraba 4 parámetros en una cinta de acero inoxidable. Estos dispositivos serían sustituidos unas semanas después por Arrow Air.
El exjuez de la Corte Suprema de Canadá, Willard Estey, presentó una revisión del informe del CASB en 1989, notificando que la evidencia disponible no apoya ni desmiente cualquier conclusión. Como consecuencia la confianza del público en el CASB fue socavada y el Gobierno Federal creó el Consejo de Seguridad de Transporte de Canadá (TSBC).
Algunas teorías postularon que la velocidad de despegue fue mal programada en el panel de instrumentos.

## Memorial
- En el lugar del accidente se erigió un monumento en memoria de las víctimas del vuelo 1285, que se titula Testigo silencioso.

- En Fort Campbell fue erigido un monumento en memoria de los 248 soldados de la 101° División Aerotransportada del Ejército de los Estados Unidos y cerca de allí hay un parque memorial en Hopkinsville, Kentucky.

## Dramatización
Este accidente fue presentado en la undécima temporada de la serie Mayday: catástrofes aéreas, en el episodio titulado «Opiniones divididas» en Hispanoamérica y «Una decisión rápida» en España.

## Galería

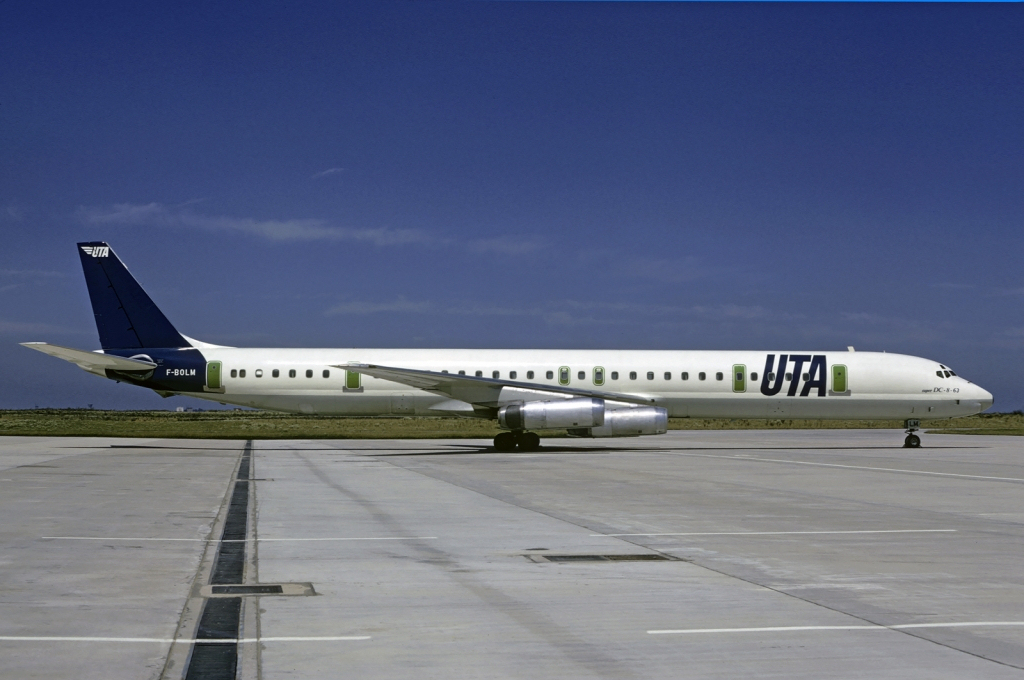
El avion involucrado en el accidente en septiembre de 1979, mientras era operado por UTA.
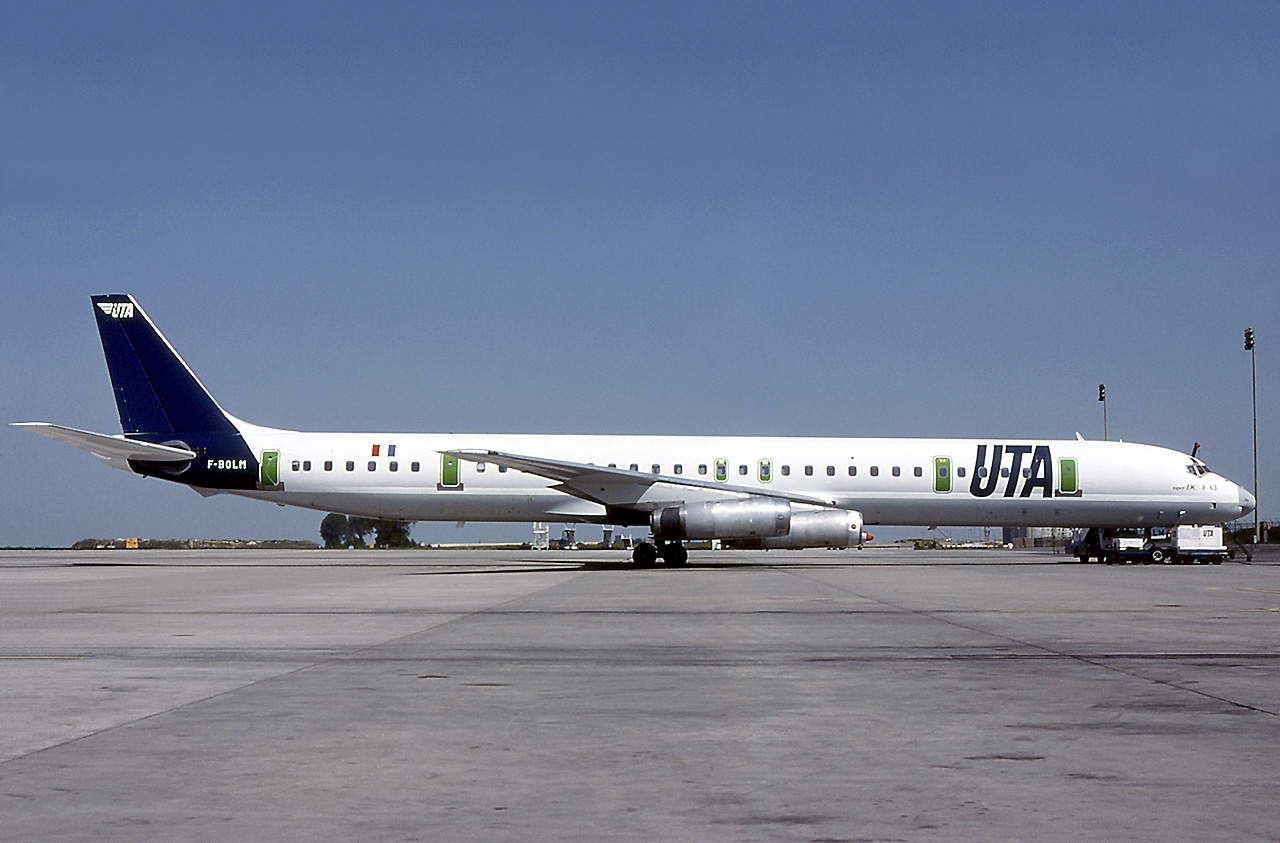
El avión involucrado en el accidente en mayo de 1977.
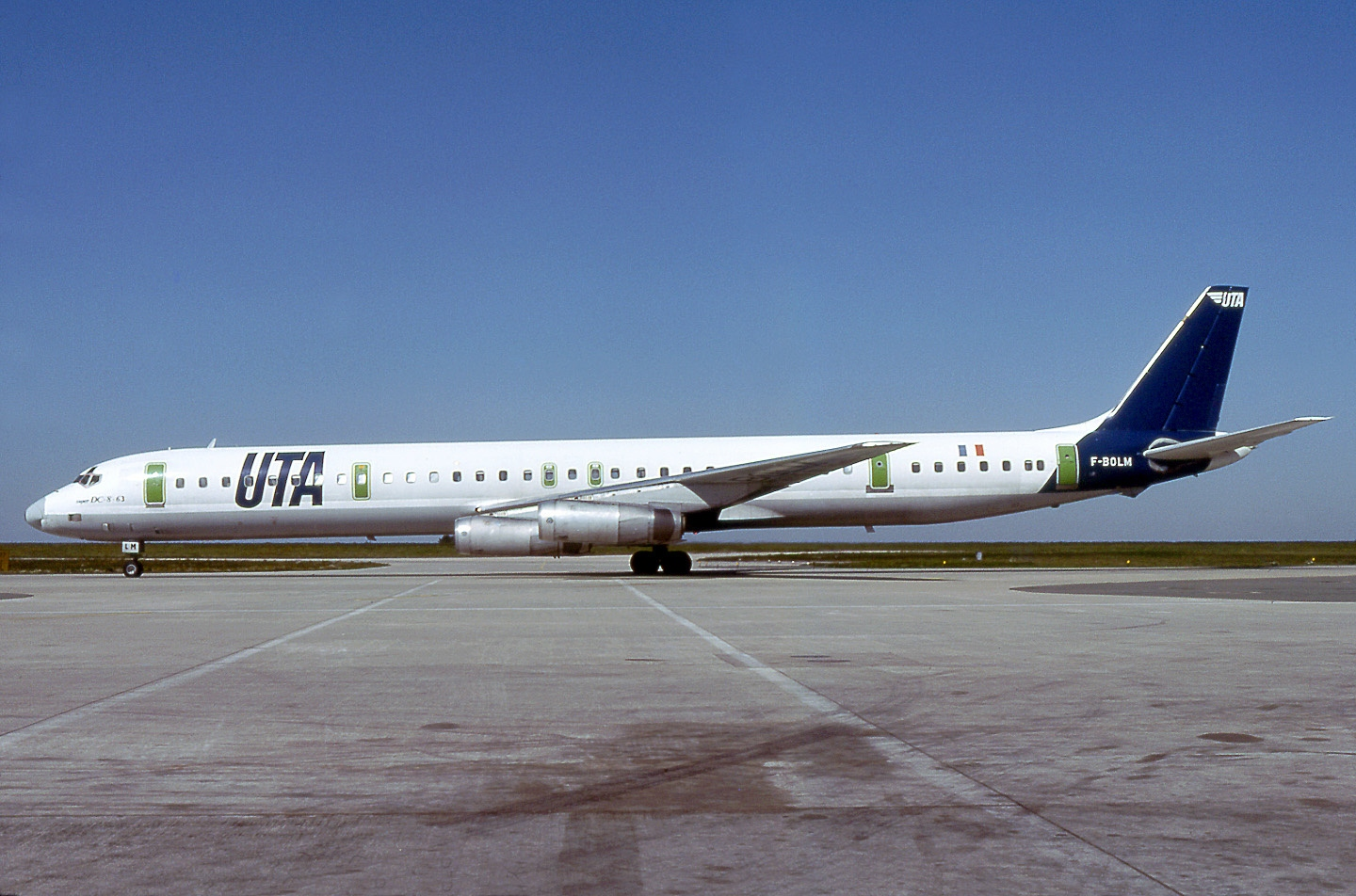
El avión involucrado en el accidente en septiembre de 1979.
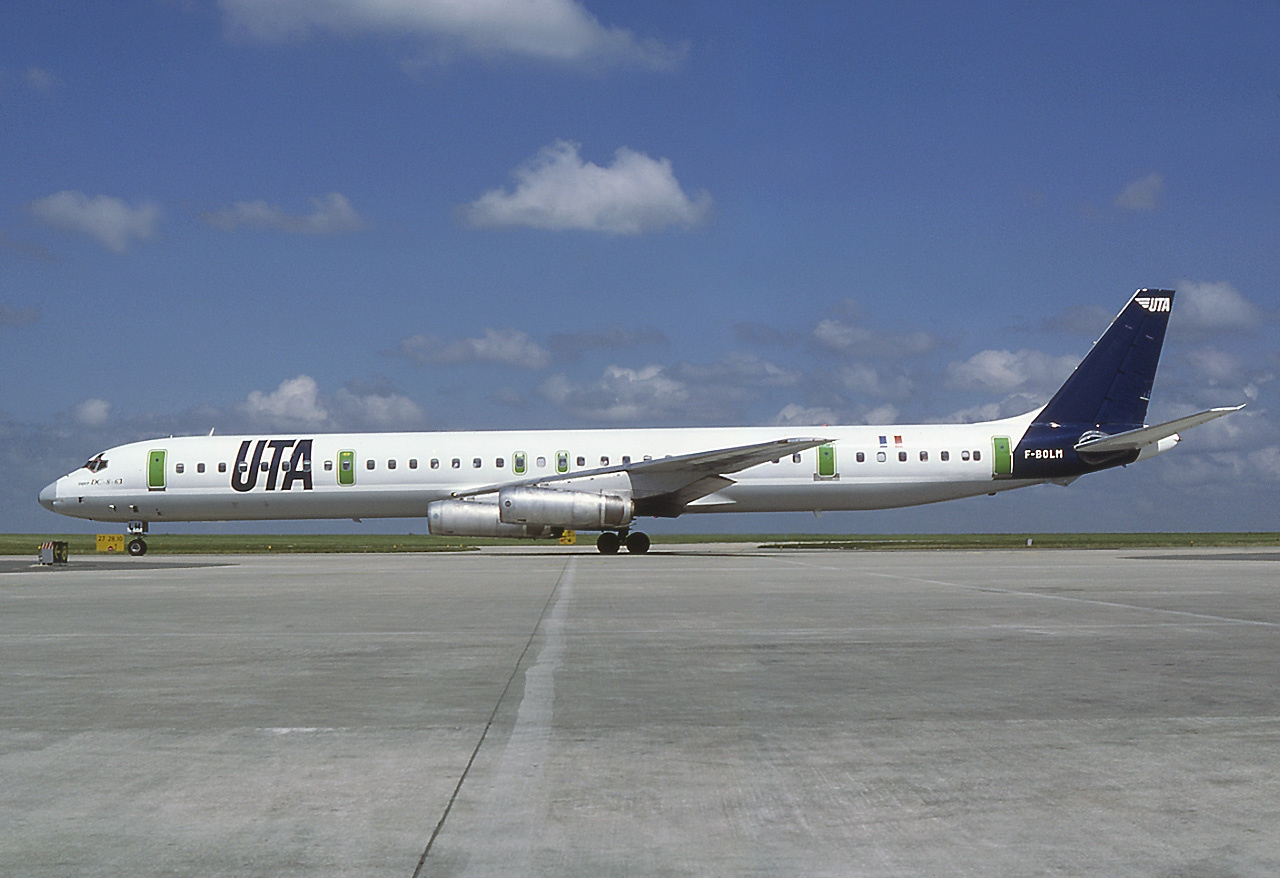
El avión involucrado en el accidente en agosto de 1980.
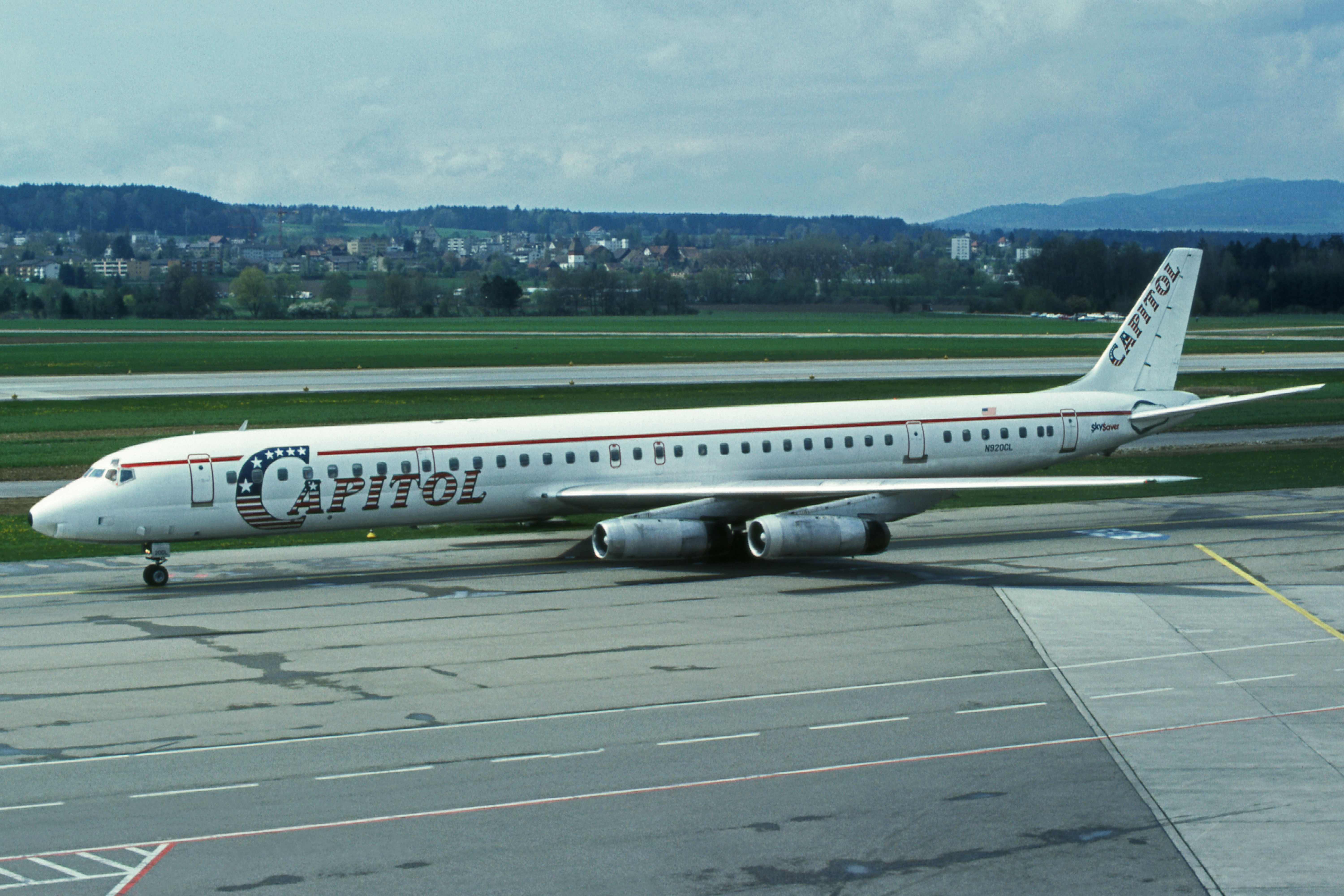
El avión involucrado en el accidente en mayo de 1982 mientras era operado por Capitol Air.
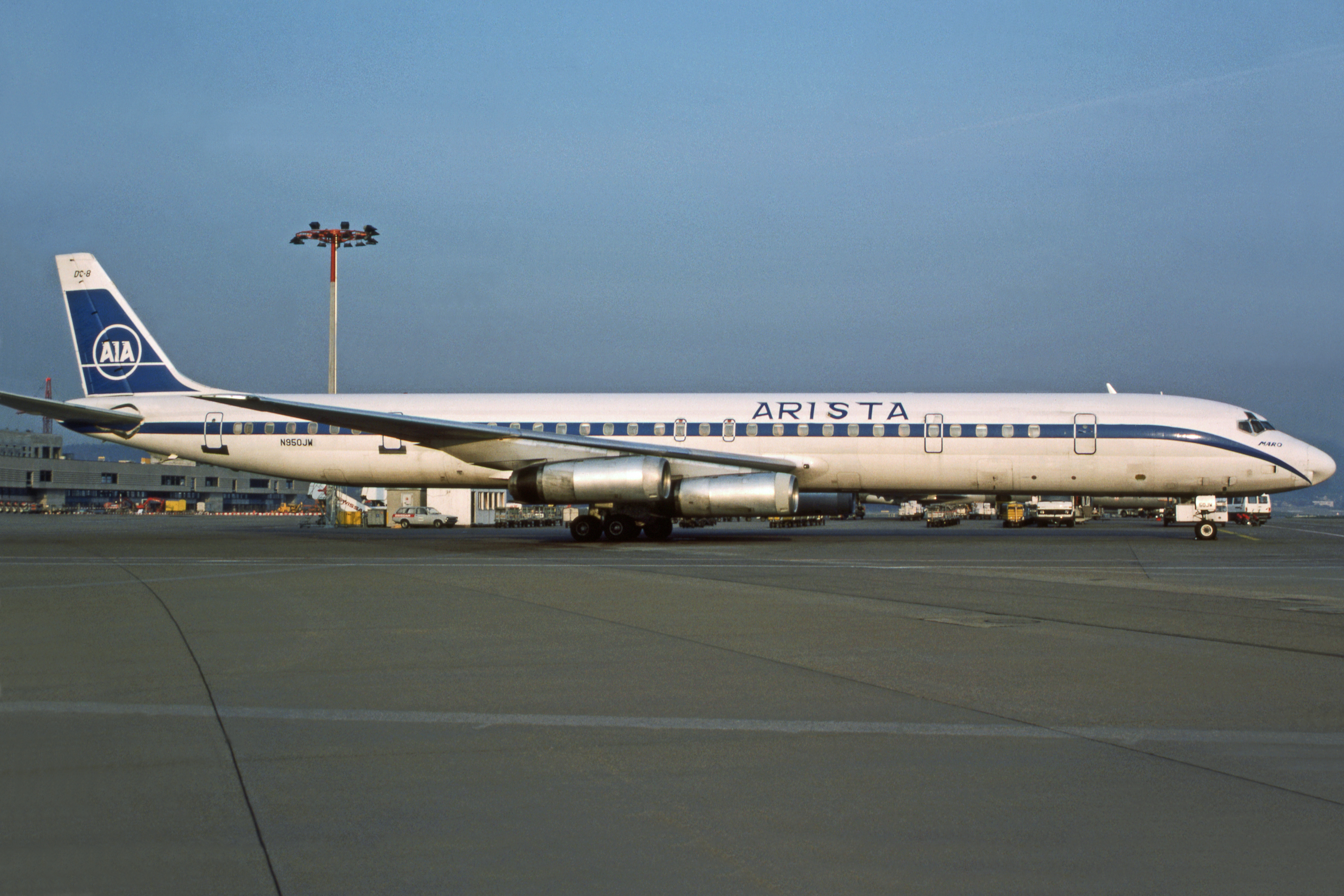
El avión involucrado en el accidente en abril de 1984, mientras era operado por Arista International Airlines.